# العلاقات الأسترالية الكورية الجنوبية
العلاقات الأسترالية الكورية الجنوبية هي العلاقات الثنائية التي تجمع بين أستراليا وكوريا الجنوبية.

## مقارنة بين البلدين
هذه مقارنة عامة ومرجعية للدولتين:
| وجه المقارنة                                              | أستراليا                                   | كوريا الجنوبية                                                          |
| --------------------------------------------------------- | ------------------------------------------ | ----------------------------------------------------------------------- |
| المساحة (كم2)                                             | 7.69 مليون                                 | 100.30 ألف                                                              |
| عدد السكان (نسمة)                                         | 24.51 مليون                                | 51.47 مليون                                                             |
| الكثافة السكانية (ن./كم²)                                 | 3.19                                       | 513.16                                                                  |
| العاصمة                                                   | كانبرا، ملبورن                             | سول                                                                     |
| اللغة الرسمية                                             | لغة إنجليزية                               | اللغة الكورية                                                           |
| العملة                                                    | دولار أسترالي، جنيه إسترليني، جنيه أسترالي | وون كوري جنوبي                                                          |
| الناتج المحلي الإجمالي (بليون دولار)                      | 1.32 تريليون                               | 1.53 تريليون                                                            |
| الناتج المحلي الإجمالي (تعادل القوة الشرائية) بليون دولار | 1.10 تريليون                               | 1.75 تريليون                                                            |
| الناتج المحلي الإجمالي الاسمي للفرد دولار أمريكي          | 56.31 ألف                                  | 27.22 ألف                                                               |
| الناتج المحلي الإجمالي للفرد دولار أمريكي                 | 45.92 ألف                                  |                                                                         |
| مؤشر التنمية البشرية                                      | 0.939                                      | 0.901                                                                   |
| رمز المكالمات الدولي                                      | +61                                        | +82                                                                     |
| رمز الإنترنت                                              | .au                                        | .kr                                                                     |
| المنطقة الزمنية                                           |                                            | توقيت كوريا الجنوبية، ت ع م+09:00، آسيا/سيول ‏، ت ع م+08:00، ت ع م+08:30 |

## مدن متوأمة
في ما يلي قائمة باتفاقيات التوأمة بين مدن أسترالية وكورية جنوبية:
- ترتبط بريزبان مع دايجون باتفاقية توأمة منذ 1985.[22][22]
- ترتبط سيدني مع سول باتفاقية توأمة منذ 16 سبتمبر 1980.[23]
- ترتبط كيرنز مع سونغنام باتفاقية توأمة.
- ترتبط تاونسفيل مع سوون باتفاقية توأمة.[24]

## منظمات دولية مشتركة
يشترك البلدان في عضوية مجموعة من المنظمات الدولية، منها:
| علم المنظمة | اسم المنظمة                                      | تاريخ انضمام أستراليا | تاريخ انضمام كوريا الجنوبية |
| ----------- | ------------------------------------------------ | --------------------- | --------------------------- |
|             | مؤسسة التمويل الدولية                            | 20 يوليو 1956         | 16 مارس 1964                |
|             | يونسكو                                           | 4 نوفمبر 1946         | 14 يونيو 1950               |
|             | مجموعة أستراليا                                  | 1985                  | 1996                        |
|             | مجموعة الموردين النوويين                         | ?                     | ?                           |
|             | الوكالة الدولية للطاقة                           | ?                     | ?                           |
|             | مؤسسة التنمية الدولية                            | 24 سبتمبر 1960        | 18 مايو 1961                |
|             | منظمة التعاون الاقتصادي والتنمية                 | ?                     | 12 ديسمبر 1996              |
|             | المركز الدولي لتسوية المنازعات الاستشارية        | 1 يونيو 1991          | 23 مارس 1967                |
|             | وكالة ضمان الاستثمار متعدد الأطراف               | 10 فبراير 1999        | 12 أبريل 1988               |
|             | منتدى التعاون الاقتصادي لدول آسيا والمحيط الهادئ | 6 نوفمبر 1989         | 6 نوفمبر 1989               |
|             | منظمة حظر الأسلحة الكيميائية                     | ?                     | ?                           |
|             | الأمم المتحدة                                    | 1 نوفمبر 1945         | 17 سبتمبر 1991              |
|             | منظمة الشرطة الجنائية الدولية                    | ?                     | ?                           |
|             | منتدى آسيان الإقليمي ‏                            | ?                     | ?                           |
|             | مجموعة العشرين                                   | ?                     | ?                           |
|             | البنك الدولي للإنشاء والتعمير                    | 5 أغسطس 1947          | 26 أغسطس 1955               |
|             | الفريق المعني برصد الأرض                         | ?                     | ?                           |
|             | الاتحاد البريدي العالمي                          | ?                     | ?                           |
|             | منظمة التجارة العالمية                           | ?                     | ?                           |
|             | المنظمة الهيدروغرافية الدولية                    | ?                     | ?                           |
|             | بنك التنمية الآسيوي                              | 1966                  | 1966                        |
|             | نظام تحكم تكنولوجيا القذائف                      | 1990                  | 2001                        |

## أعلام
هذه قائمة لبعض الشخصيات التي تربطها علاقات بالبلدين:
- إيفيت كينغ (صحفية سنغافورية، 23 أكتوبر 1983 – )
- جونغ ريو وون (21 يناير 1981 – )

## وصلات خارجية
- موقع وزارة الخارجية الأسترالية
- موقع وزارة الخارجية الكورية الجنوبية